# Joseph Evers
Joseph Evers (* 1894; † 1975) war ein deutscher Landarzt in Westfalen. Er ist Begründer der nach ihm benannten Diät und hat mehrere Bücher veröffentlicht.

## Leben
Die Evers-Diät wurde um 1940 beschrieben. Evers behauptete, dass verarbeitete und konservierte Nahrung u. a. für die Entstehung von Multipler Sklerose (MS) verantwortlich sei. Die Evers-Diät ist „eine rohkostbetonte Variante der laktovegetarischen Kost“ und beinhaltet Vollkorngetreide, frisches Obst und Gemüse. Daraus resultiert die Aufnahme von vielen Ballaststoffen und pflanzlichen Ölen. Zusätzlich legte Evers Wert auf eine gesunde Lebensführung, wie der Aufenthalt an der frischen Luft, sowie auch auf eine ausreichende Bewegung und auf Kneipp-Anwendungen.
Aus Studien von Gebissen und aus den menschlichen Instinkten schloss Evers, dass der Mensch ein Früchte- und Wurzelesser sei. Evers entwickelte zwei Varianten seiner Kostform: die „Kurvorschrift bei schweren (unheilbaren) Stoffwechselerkrankungen“ und die „Evers-Diät für Geheilte und Gesunde“, die auch rohes und leicht angebratenes Fleisch umfasst. Die Empfehlungen für die Kostformen wurden wiederholt geändert. Der empfohlene Verzehr von Rohmilch ist laut Claus Leitzmann aus Hygienegründen als problematisch anzusehen. Der Verzehr roher Eier wird aufgrund der möglichen Salmonellenbelastung und ihres Gehaltes an Arachidonsäure heute nicht mehr empfohlen.
Es gibt keine wissenschaftlichen Veröffentlichungen, die Evers’ Behauptungen zur Wirksamkeit seiner Kostform stützten.
Die frühere Neurologische „Klinik Dr. Evers“ in Langscheid wurde nach über 60 Jahren in „Neurologische Klinik Sorpesee“ umbenannt.

## Schriften
- Gestaltwandel des Krankheitsgeschehens: Zunahme der Stoffwechselkrankheiten, Abnahme der Infektionskrankheiten. Haug, Ulm 1964.
- Warum Evers-Diät? Die Ernährung des Gesunden und Kranken. Haug Verlag Stuttgart, 12. Auflage, 1992, ISBN 3-7760-1071-1. (1. Auflage 1967, 13. Auflage: Die Evers-Diät: Chancen bei MS, Diabetes und anderen Stoffwechsel-Erkrankungen. Haug, Stuttgart 2002, ISBN 3-8304-2073-0.)